# Cedar Crest, Novi Meksiko
Cedar Crest je popisom određeno mjesto u okrugu Bernalillu u američkoj saveznoj državi Novom Meksiku. Prema popisu stanovništva SAD 2010. ovdje je živjelo 958 stanovnika. Dio je albuquerqueanskog metropolitanskog statističkog područja.

## Zemljopis
Nalazi se na 35°6′26″N 106°22′25″W / 35.10722°N 106.37361°W (35.107145, -106.373543), u podnožju gorja Sandije. Prema Uredu SAD-a za popis stanovništva, zauzima 8,10 km2 površine, sve suhozemne.
Na jugu je selo Tijeras. 

## Stanovništvo
Prema podatcima popisa 2010. ovdje je bilo 958 stanovnika, 428 kućanstava od čega 280 obiteljskih, a stanovništvo po rasi bili su 86,2% bijelci, 0,4% "crnci ili afroamerikanci", 1,3% "američki Indijanci i aljaskanski domorodci", 1,0% Azijci, 0,0% "domorodački Havajci i ostali tihooceanski otočani", 6,3% ostalih rasa, 4,8% dviju ili više rasa. Hispanoamerikanaca i Latinoamerikanaca svih rasa bilo je 20,3%.

## Kultura
- Muzej Tinkertown